# Ichneumon porrectus
Ichneumon porrectus är en stekelart som beskrevs av Gmelin 1790. Ichneumon porrectus ingår i släktet Ichneumon och familjen brokparasitsteklar. Inga underarter finns listade i Catalogue of Life.